# Берлепш (замок)
Берлепш (нем. Schloss Berlepsch, встречаются варианты написания Berleipse, Berlepse, Berleiffen) — замковый комплекс находится на холме в долине Хюбенталь примерно в 400 метрах к северо-востоку от центра города Витценхаузен, в районе Верра-Майснер, в земле Гессен, Германия. Сооружение расположен всего в нескольких сотнях метров от границы с Нижней Саксонией. Замок представляет собой трёхкрылый комплекс с внутренним двором и обширным внешним парком. По своему типу относится к замкам на вершине.

## История

### Ранний период

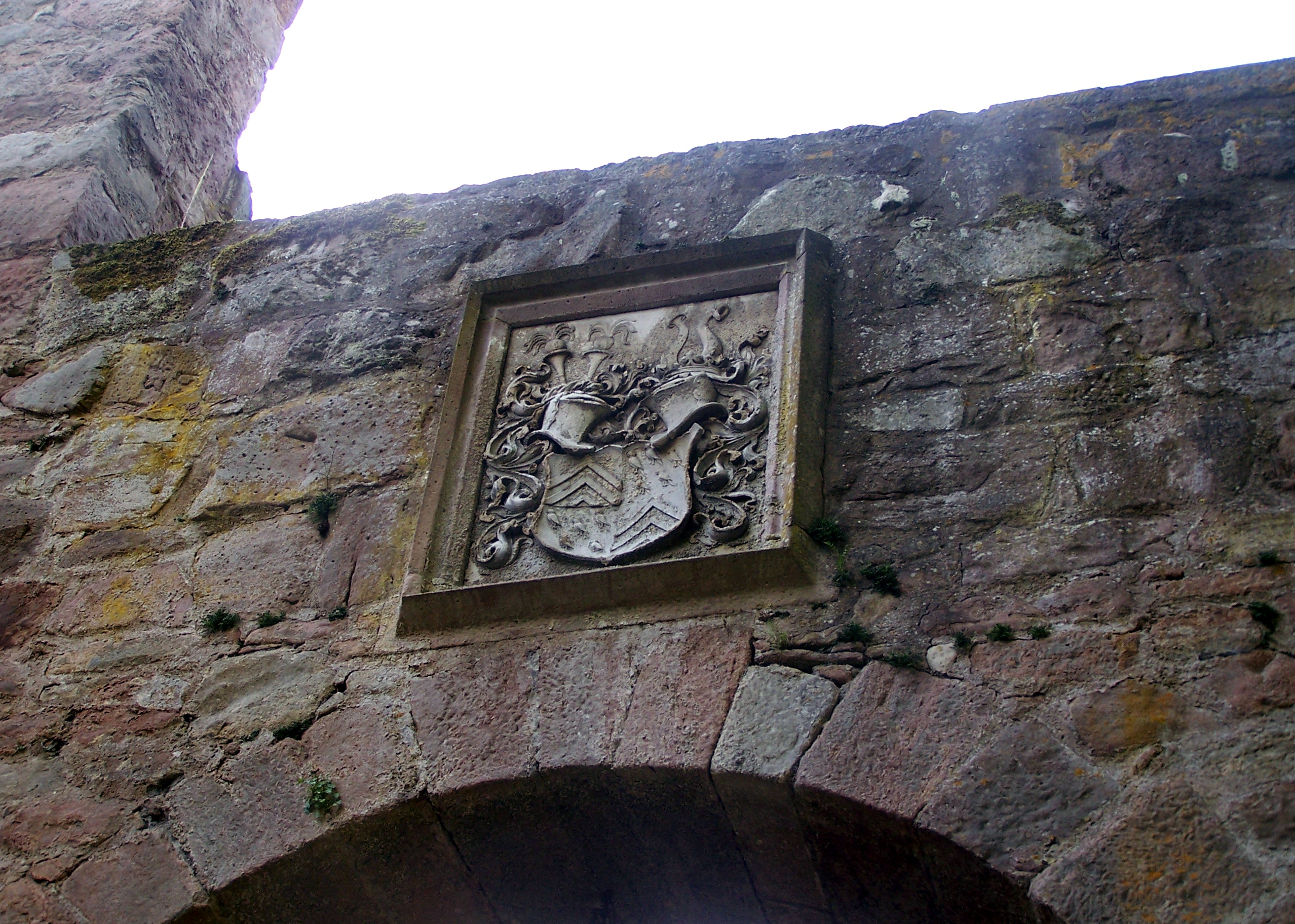
Родовой герб семьи Берлпеш (дворянский род) над воротами замка

После того как в XIV веке был разрушен родовой замок семьи Берлепш в Барлиссене (территория современной деревни Барлиссен), представители этого дворянского рода решили обосноваться в долине реки Верра, где уже владели несколькими поместьями. Сначала семья проживала в гессенском ландграфском замке Бишоффхаузен (ныне эта территория — часть города Витценхаузен на левой стороне Верры) на горе Баденштайн (356 метров над уровнем моря). Чуть дальше на север, недалеко от Хюбенталя, Арнольд фон Берлепш построил между 1368 и 1369 годами новый усадебный дом. На месте этого здания и расположен современный замок Берлепш. Вскоре после 1369 года вокруг дома возвели крепостную стену.
В 1369 году Арнольд фон Берлепш получил от гессенского ландграфа Генриха II в личное владение деревни Хюбенталь и Альбсхаузен. В настоящее время эти поселения являются районами Витценхаузена. Арнольд фон Берлепш также получил феодальные владения Херманнроде (сегодня район Ной-Айхенберг) и Гребенхайн, а его семья получила наследственную придворную должность казначея гессенских ландграфов для старшего представителя мужского пола. После смерти сына Арнольда, Ганса фон Берлепша, оставшегося бездетным, Тило фон Берлепш из Цигенберга предъявил свои права на замок. 
В 1400 году комплекс был разрушен гессенскими войсками. Но вскоре крепость полностью восстановили. В 1461 году замок официально передали рыцарю Ситтиху фон Берлепшу. Он провёл масштабную реконструкцию. Комплекс окружили новыми прочными каменными стенами и башнями. Его сыновья к 1478 году усилили оборонительные возможности крепости дополнительными укреплениями. 

### XVI–XVIII века
В XVI веке замок Берлепш был постепенно расширен и перестроен в стиле Везерского ренессанса. В 1593 году была построена лестничная башня с ренессансным порталом.
В 1623 году, во время Тридцатилетней войны, солдаты из имперской армии фельдмаршала Иоганна Тилли разграбили и сожгли замок. В 1625 году сооружение, которое не успели восстановиnь, стало объектом нападения имперских войск полководца Альбрехта фон Валленштейна. Прошло шесть лет и в 1631 году замок снова был опустошён отрядами Иоганна Тилли. Помимо Тилли и фон Валленштейна, замок и окрестные земли разоряли войска имперского фельдмаршала Иоганна фон Альдрингена и графа Отто Хайнриха Фуггера, которые вторгались в этот район в 1631 и 1632 годах. Деревни оказались разграблены, а замок Берлепш разрушен почти до основания. 
Рихард фон Берлепш подсчитал, что общий ущерб составил 2813 талеров. Такой суммы у семьи не было. Весной 1632 года, протестантские войска Брауншвейга и Гессена в районе реки Димелm выступили против Готфрида Генриха цу Паппенгейма, командующего войсками Католической лиги. Рихард фон Берлепш в ходе боевых действий был взят католиками в заложники. За него потребовали выкуп. Представители рода с огромным трудом собрали необходимую сумму, а затем начали восстанавливать замок. Рихард умер в родовом владении в 1635 году. Его семья оказалась на грани полного разорения из-за продолжающихся боевых действий. Землю было некому обрабатывать, а большинство построек лежало в руинах. Деревни Берлепш, Эллероде, Хюбенталь и Гладебек пришлось передать в залог. Долги семьи достигли 48 тысяч талеров, но тяготы затяжной войны никак не позволяли стабилизировать экономическое положение. В 1636 году имперская армия прошла через земли рода фон Берлпеш из Геттингена и спровоцировала новые боевые действия под Вендерсхаузеном. Через год на долину Верры обрушилось новое несчастье виде хорватских отрядов. Они входили в состав армии Паппенгеймом и отличались особой жестокостью. В 1646 году угроза очередного вторжения побудила семью фон Берлепш перевезти почти все свои архивы в безопасное место.
Лишь после заключения Вестфальского мира в 1648 года началось постепенно возрождение замка. Со временем комплекс был полностью восстановлен. К XVIII веку уже ничто не напоминало о страшных бедствиях Тридцатилетней войны.

### XIX век

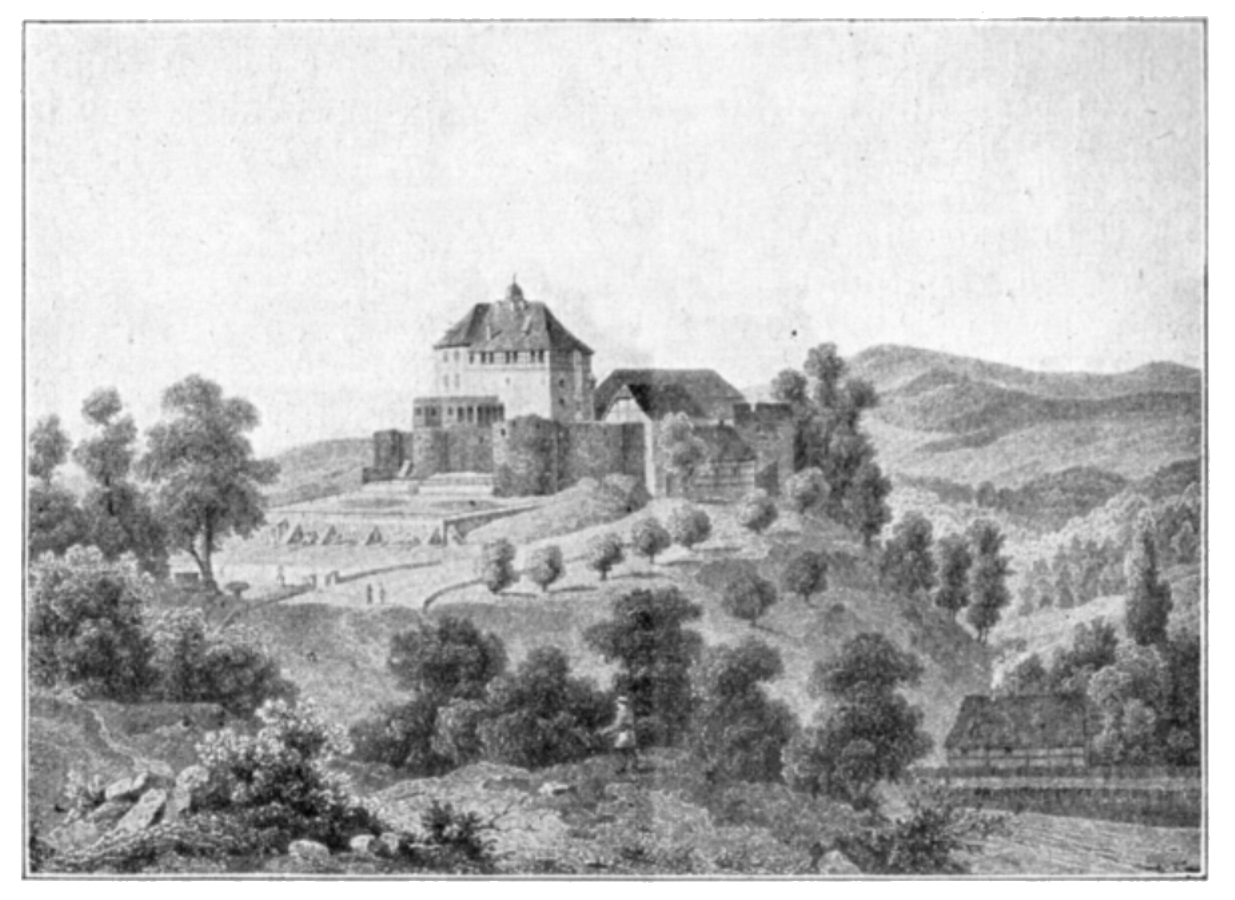
Замок на рисунке 1800 года

Нередко можно встретить утверждения, что 14 августа 1801 года замок Берлепш навещал знаменитый писатель и философ Иоганн Вольфганг фон Гёте. Но это не соответствует его частной переписке. Согласно письмам литератора, он видел замок в этот день только издалека с годы Хоэр-Хаген. 

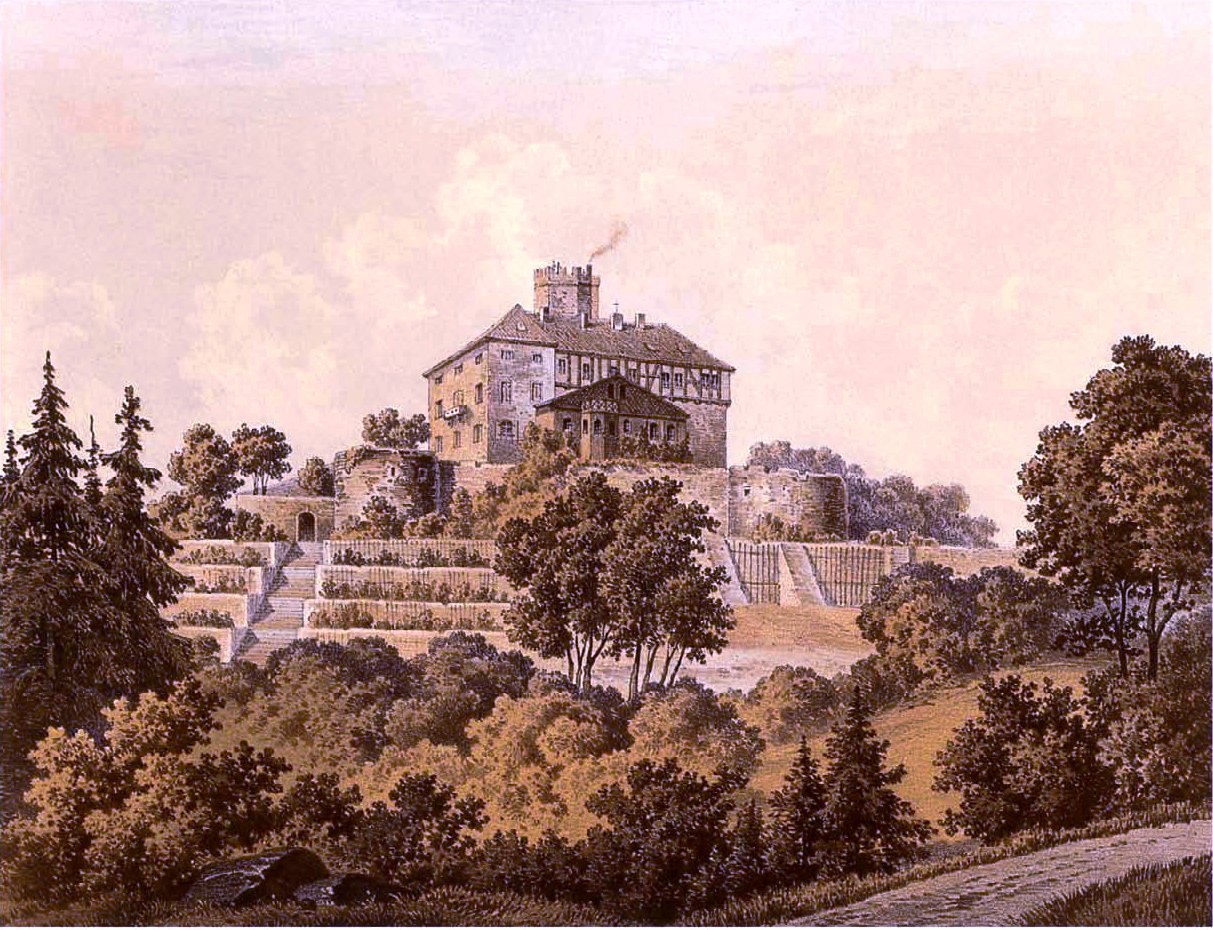
Замок на рисунке 1860 года

С 1809 года в замке жил поэт и государственный деятель Фридрих Людвиг фон Берлепш. С 1881 по 1894 год владельцем комплекса был граф Карл Фридрих фон Берлепш, а с 1893 года — его сын Ханс. При нём и происходила последняя серьёзная реконструкция. К концу XIX века в ходе обширных преобразований и перестроек замок обрёл современный вид. В числе прочего были проведены впечатляющие работы по отделке интерьеров. В частности художник Карл Видерхольд расписал потолки в главных залах. Эти изменения являются образцовыми для позднего ганноверского готического возрождения. Автором проекта реконструкции стал архитектор Густав Шёнермарк. 
Известный орнитолог Ганс фон Берлепш создал в замке внушительную орнитологическую коллекцию. А благодаря инициативам литератора Карла фон Берлепша в комплексе время от времени проходили встречи известных немецких поэтов.

### XX век
После Второй мировой войны Хубертус фон Берлепш превратил родовой замок в отель с рестораном. Но в 1980 году они были закрыты, когда граф Ханс-Ситтич фон Берлепш увлёкся индийскими религиозными учениями и основал в замке центр санньясинов Арвинда. Правда уже в 1982 году центр был распущен. Но в 1984 году сторонники индийского проповедника и мистика Ошо основали центр «Паримал» в поместье Хюбенталь, принадлежащем семье Берлепш.

## Описание

### Замковый комплекс
Замок представляет собой три жилых здания, примыкающих друг к другу под прямым углом и образующих внутренний двор. С северной стороны комплекс не замкнут никакими сооружениями. Самое высокое из зданий достигает высоты пяти этажей. Герб двух линий рода фон Берлепш вмурован в стену у самых дальних из трёх ворот.

### Парк
Замковый парк был заложен в XVIII веке по образцу английского пейзажного сада. Парковая зона открыта для свободного посещения в любое время года.

## Современное использование
С 2011 года замок по инициативе местных властей стал превращаться в туристическую достопримечательность. Здесь проводятся экскурсии и различные культурно-массовые мероприятия. Отдельной особенностью комплекса стал ресторан с гастрономическими блюдами в духе Средневековья. Вокруг проложено несколько пешеходных маршрутов.

## В массовой культуре
- В 1950-х и 1960-х годах замок Берлепш несколько раз использовался в качестве места съёмок художественных фильмов. Их инициатором часто становился представитель рода фон Тило фон Берлепш, который выбрал карьеру актёра. Оне сам играл в основном второстепенные роли дворянина или дворецкого. В частности здесь снимались картины Хайнца Эрхардта «Вдовец с пятью дочерьми» и «Каникулы в Тироле[нем.]».
- Объединение немецкоязычных авторов Группа 47 проводила своё одиннадцатое собрание в замке Берлепш с 31 октября по 2 ноября 1952 года.
- В 2011 году зрители телеканала hr-fernsehen назвали замок Берлепш самым красивым в Гессене.
- 26 сентября 2014 года на телеканале VOX был показан выпуск программы «Das Perfect Dinner», в которой, среди прочего, были показаны помещения и внешние сооружения замка.

## Галерея

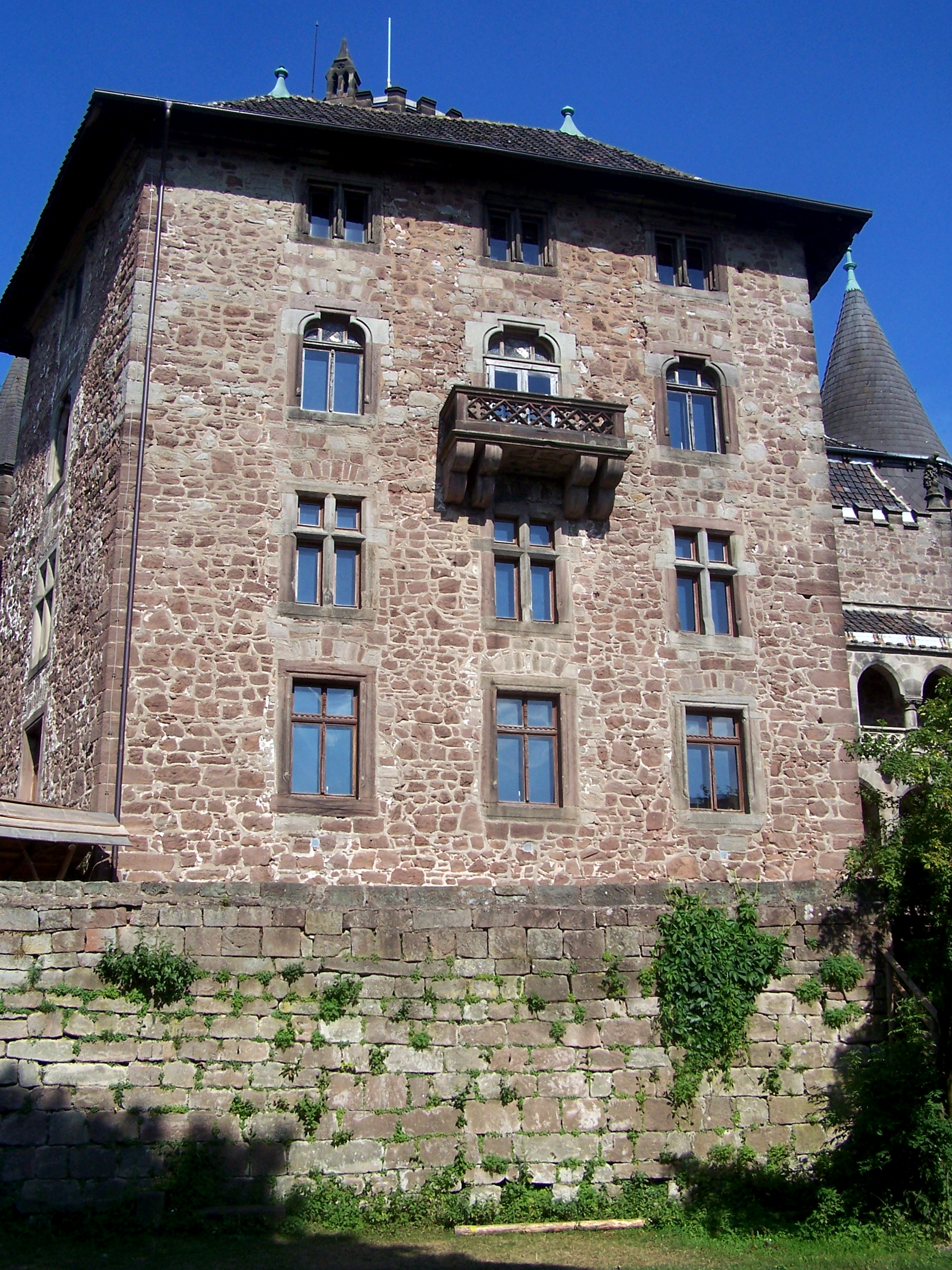
Вид одного из жилых зданий замка
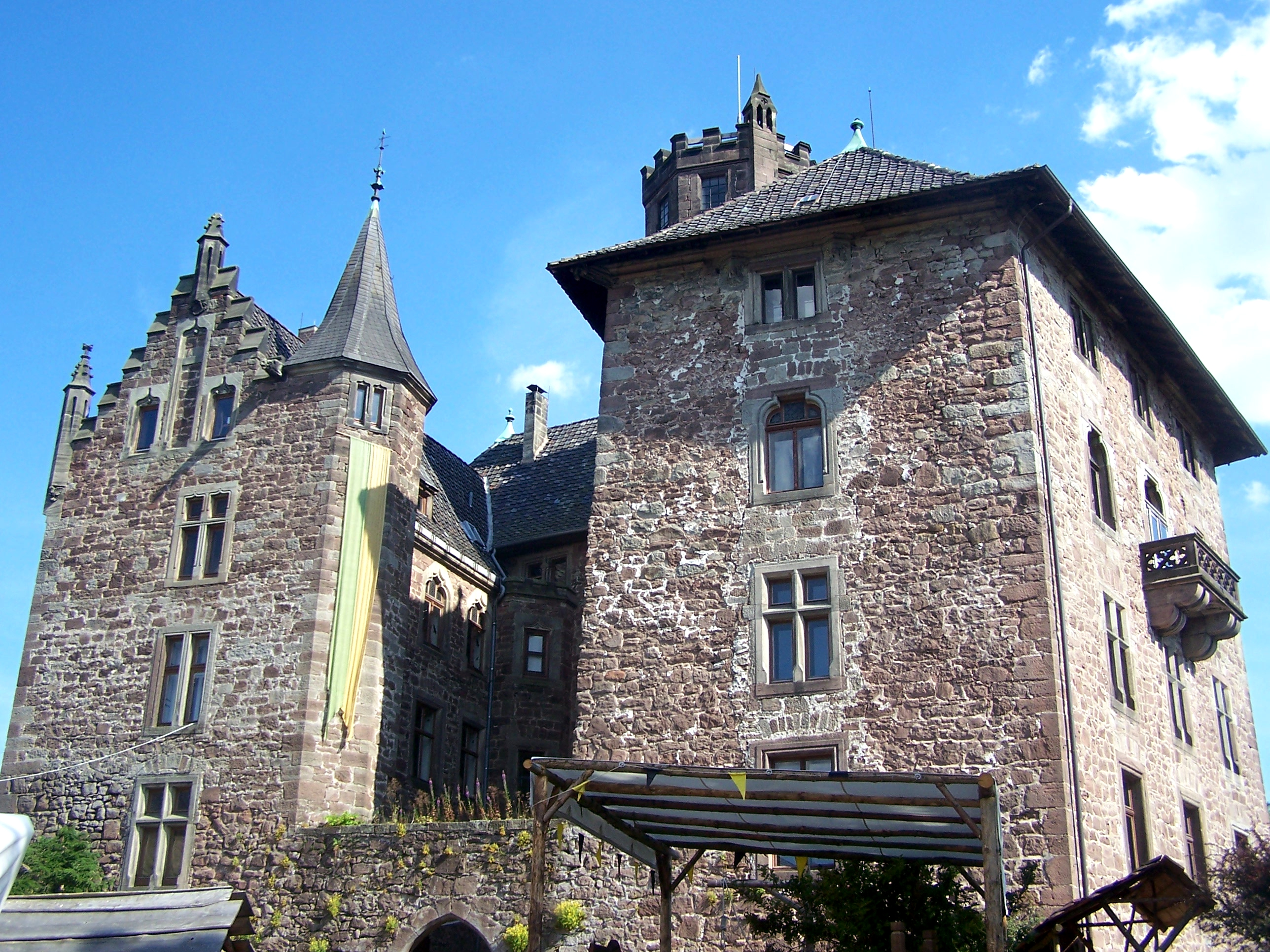
Вид замка с северной стороны
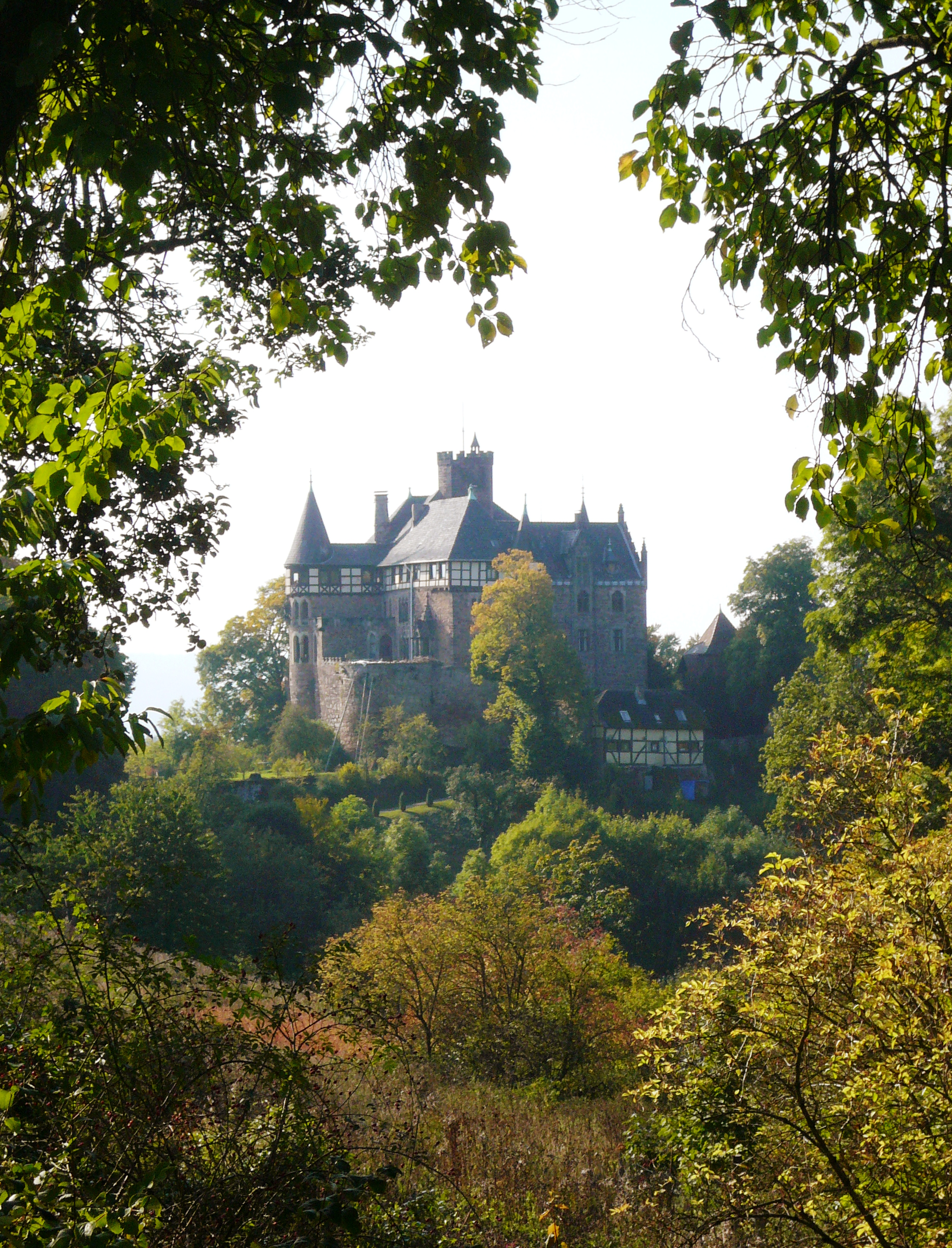
Вид замка со стороны парка
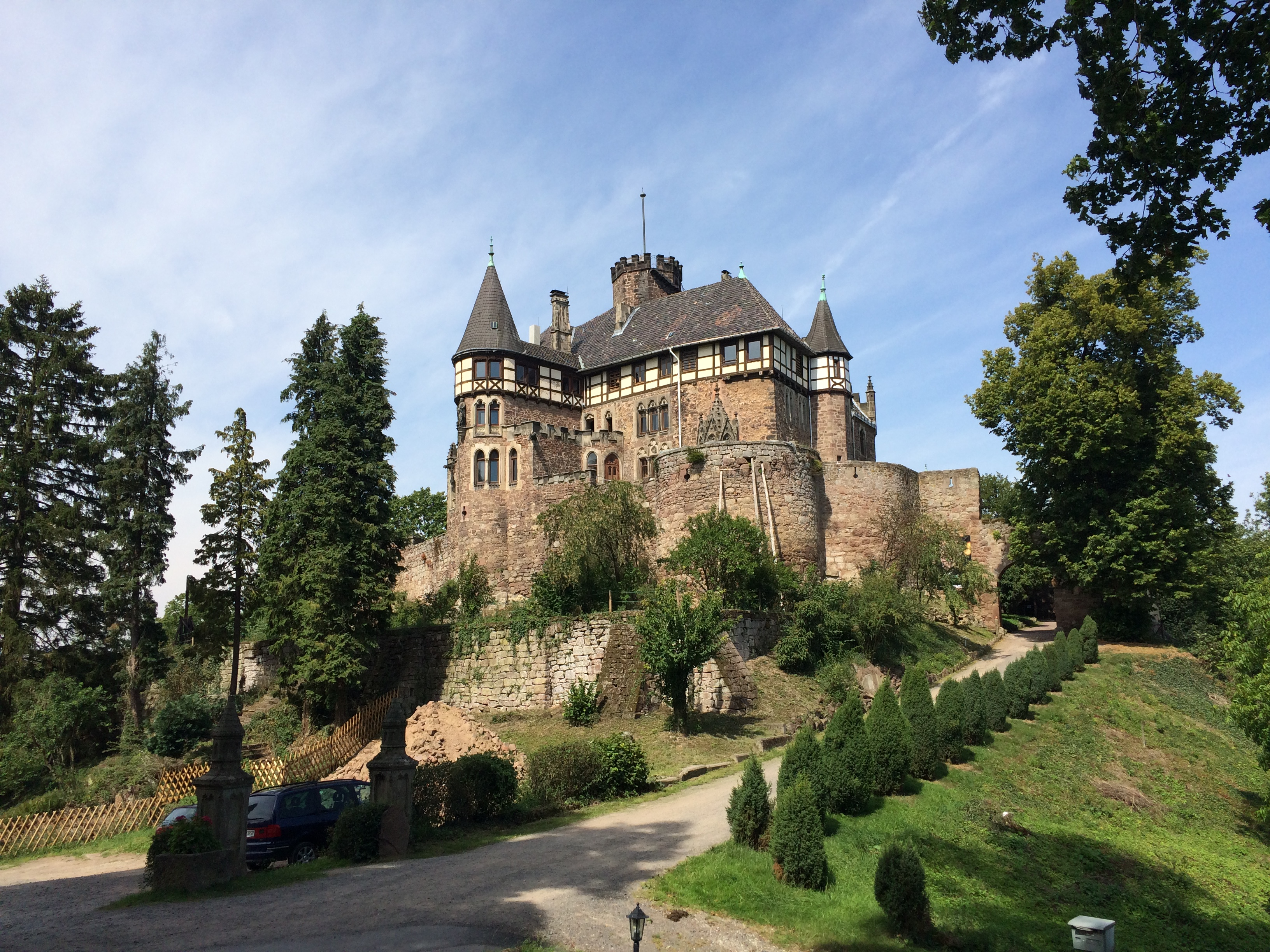
Дорога, ведущая к главным воротам
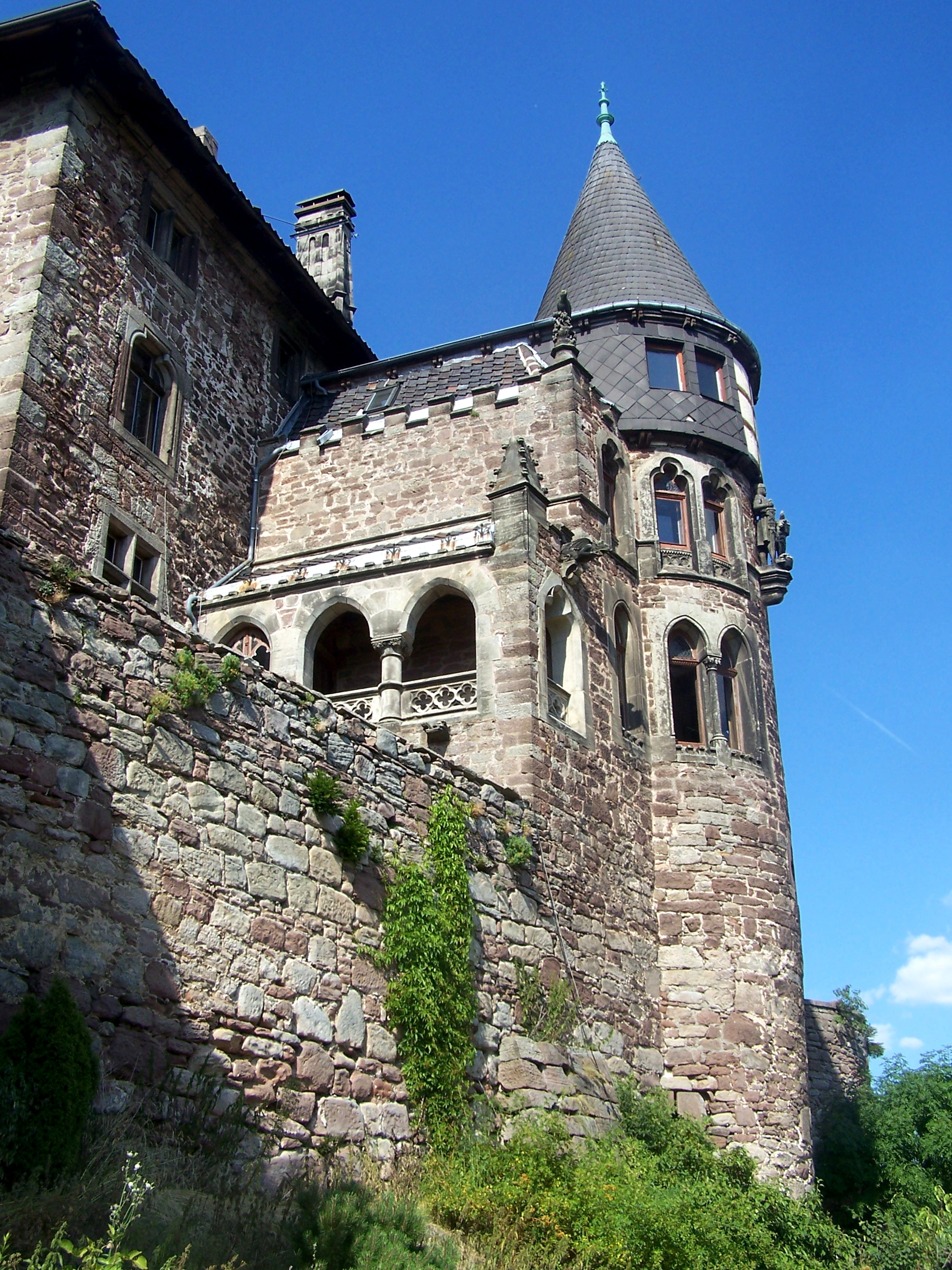
Южная башня